# Тріша Зорн
Тріша Зорн (нар. 1 червня 1964, Орандж, Каліфорнія)  — американська паралімпійська плавчиня. Сліпа від народження, брала участь у паралімпійських іграх з плавання (категорії інвалідності S12, SB12, SM12). Вона є найуспішнішою спортсменкою в історії, вигравши 55 медалей Паралімпійських ігор (41 золота, 9 срібних і 5 бронзових), і була включена до Паралімпійської Зали слави в 2012 році. Вона склала паралімпійську клятву для спортсменів на літніх Паралімпійських іграх 1996 року в Атланті.

## Життєпис
Зорн вивчала спеціальну освіту в Університеті Небраски та шкільне адміністрування та нагляд в Університеті Індіани-Університет Пердью в Індіанаполісі та право в Школі права IU Robert H. McKinney.
Вона брала участь у Паралімпійських іграх 1980, 1984, 1988, 1992, 1996, 2000 і 2004 років і виграла загалом 55 медалей (41 золота, 9 срібних, 5 бронзових). На Іграх 1996 року в Атланті вона виграла більше медалей, ніж будь-який інший спортсмен: дві золоті, три срібні та три бронзові. Вона також очолювала таблицю індивідуальних медалей на Паралімпійських іграх 1992 року в Барселоні, з десятьма золотими та двома срібними медалями. Під час своїх перших Ігор у 1980 році вона виграла сім золотих медалей.
Після Ігор у Сіднеї 2000 року вона також встановила вісім світових рекордів у своїй категорії інвалідності (50 м на спині, 100 м на спині, 200 м на спині, 200 м комплексне плавання, 400 м комплексне плавання, 200 м брас, 4×50 м комплексна естафета 4×50 м вільної естафети).
1 січня 2005 року Зорн була однією із восьми спортсменів, яких було вшановано під час святкування Нового року на Таймс-сквер у Нью-Йорку . Інші сім: Ян Торп з Австралії, Надя Команечі з Румунії, Джордж Веа з Ліберії, Франсуаза Мбанго Етоне з Камеруну, Гао Мін з Китаю, Фелікс Санчес з Домініканської Республіки та Барт Коннер зі Сполучених Штатів. Вісім спортсменів були «центральною сценою під час урочистостей у зворотному відліку перед зустріччю Нового року». У 2012 році її ввели до Міжнародної зали слави паралімпійців.
Хоча Зорн більше не змагається як плавчиня, вона працює юристом у Департаменті у справах ветеранів і живе поблизу Індіанаполіса, штат Індіана.

## Паралімпійські медалі
Кількість медалей без урахування естафет від Літніх Паралімпійських ігор 1980 року до Літніх Паралімпійських ігор 1988 року становить 46 (32, 9, 5) для МПК. Естафетна команда Сполучених Штатів з Зорн у складі завоювала 5 золотих і 1 срібну на цих трьох Паралімпіадах. Однак знаки питання в інформаційному полі стосуються 9 золотих медалей (а не 5 золотих і 1 срібної медалі), це підтверджує загальну кількість 55 (з яких 41 золота), про яку повідомляється на багатьох веб-сайтах, включаючи офіційний IPC в іншому місці.
| Paralympics     | Individual  | Individual | Individual | Team | Team | Team | Total | Total | Total |   |
| --------------- | ----------- | ---------- | ---------- | ---- | ---- | ---- | ----- | ----- | ----- | - |
| Paralympics     | Арнем, 1980 | 5          | 0          | 0    | 2    | 0    | 0     | 7     | 0     | 0 |
| Нью-Йорк, 1984  | 5           | 0          | 0          | 1    | 1    | 0    | 6     | 1     | 0     |   |
| Сеул, 1988      | 10          | 0          | 0          | 2    | 0    | 0    | 12    | 0     | 0     |   |
| Барселона, 1992 | 8           | 2          | 0          | 2    | 0    | 0    | 10    | 2     | 0     |   |
| Атланта, 1996   | 2           | 2          | 2          | 0    | 1    | 1    | 2     | 3     | 3     |   |
| Сідней, 2000    | 0           | 4          | 1          | 0    | 0    | 0    | 0     | 4     | 1     |   |
| Атени, 2004     | 0           | 0          | 1          | 0    | 0    | 0    | 0     | 0     | 1     |   |
| Total           | 30          | 8          | 4          | 7    | 2    | 1    | 37    | 10    | 5     |   |

## Дивіться також
- Спортсмени з найбільшою кількістю золотих медалей в одному виді спорту на Паралімпійських іграх
- Wikinews бере інтерв’ю у володарка 55 паралімпійських медалей Тріші Зорн